# Fugitive Cinema
Fugitive Cinema was een Belgisch filmcollectief. Het werd opgericht op 17 maart 1966 en was actief tot 1997.

## Naam
De naam Fugitive Cinema is afgeleid van de film The Fugitive Kind (1960). De broers Robbe en Jos De Hert kozen deze naam nadat ze de film hadden bekeken. Het logo van Fugitive Cinema is een doodshoofd, zoals op een piratenvlag, gedrukt op een geperforeerde filmstrook.

## Geschiedenis

### Vroege jaren (1960-1966)
De vroegste activiteiten van Fugitive Cinema dateren van begin jaren 1960. De eerste film Twee Keer, Twee Ogen werd gemaakt in 1963 en de tweede An Old Story in 1964. Twee Keer, Twee Ogen werd voor het eerst vertoond in de kringen van Filmgroep 58. Enkele van de latere oprichters van Fugitive Cinema waren destijds lid van deze filmgroep.
Twee Keer, Twee Ogen en An Old Story werden vervolgens vertoond op het Nationaal Festival van de Belgische Film in 1964 waar ze tegelijk onder de noemer Fugitive Cinema werden gebracht.

### Ontstaan (1966)
Op 17 maart 1966 werden de statuten van Fugitive Cinema in het Belgisch Staatsblad gepubliceerd. Deze datum geldt daarom als de officiële datum van oprichting van het collectief. De eerste officiële leden waren Paul De Vree,Robbe De Hert, Jos De Hert, Walter Heynen, Louis Celis, Frans Celis, Toon Celis, André Boeren en Kris van den Bogaert. Hun doel was, zoals beschreven in het Staatsblad:
“bij te dragen tot verwezenlijking en uitbouw van een eigen Vlaamse filmindustrie en daarvoor: a) films te produceren met eigen mensen; b) films te produceren in coproductie met andere verenigingen, hetzij binnenlandse, hetzij buitenlandse; c) films te verspreiden door derden verwezenlijkt; d) publicaties uit te geven die tot verspreiding van filmcultuur kunnen bijdragen, t.t.z. tijdschriften, scenario’s in boekvorm, enz.; e) ciné-clubs in te richten; f) alle andere activiteiten te ondernemen die kunnen bijdragen tot gesteld doel.”
In 1968 sloten Patrick Le Bon en Guido Henderickx zich aan bij het Fugitive collectief.

### Hoogdagen (jaren 1970-1980)
Eind jaren 60 en begin jaren 70 maakte Fugitive Cinema het grootste deel van hun producties. Dit zijn o.a. twee “off-television productions” S.O.S. Fonske (1968) en Dood van een Sandwichman (1971), De Bom (1969), Het Laatste Oordeel (1971/72), Camera Sutra (1973) en meer.
De Fugitive Cinema producties werden getypeerd door een eigen stijl. Enkele kenmerken zijn: een sociale inslag, afwisselende en inventieve fotografie, pamflettair, snelle montage, gebruik van spreektaal, en collage.
In 1972 verliet Patrick Le Bon Fugitive Cinema.
De jaren tussen 1973 en 1979 worden ook wel de "7 magere jaren" genoemd. In deze periode stootten de leden van Fugitive Cinema voornamelijk op geldproblemen. Hierdoor zijn er ook weinig projecten gerealiseerd. De periode werd door de afwerking van één filmproject gedomineerd, namelijk Le Filet Américain van Robbe De Hert. Dit filmproject begon in 1971, maar door vele moeilijkheden waaronder financiële struikelblokken werd Le Filet Américain pas in december 1980 voltooid.
In 1977 verliet ook Guido Henderickx het Fugitive filmcollectief.

### Filmhistorische documentaires en einde (1980-1997)
Na de periode 1973-1979 stappen veel van de Fugitive leden over op meer commerciële films die ze veelal los van het collectief maakten.
Vanaf de jaren 1980 legde Fugitive Cinema zich toe op filmhistorische documentaires waaronder: De Droomproducenten (1984), Henri Storck, Ooggetuige (1987) en Janssen & Janssen draaien een film (1990).
Na de release van Elixir d’Anvers in 1997 ging Fugitive Cinema failliet.

## Distributieactiviteiten
Naast films produceren, zette Fugitive Cinema tussen de late jaren 60 en midden jaren 80 een eigen distributiesysteem op. Fugitive Cinema Distributie ontstond bij het uitbrengen van de eerste distributiecatalogus in 1969, al snel gevolgd door een tweede catalogus in 1970. Deze eerste catalogi waren vooral gevuld met eigen Fugitive Cinema producties, gezien het collectief er niet in slaagde een distributeur te vinden. De catalogus van 1972 werd gepubliceerd onder de titel ‘2001 Distributie’, de benaming van een korte samenwerking tussen Fugitive Cinema Distributie, Cinema Parallèle uit Brussel en Fugitive Cinema International uit Amsterdam. Na het uiteenvallen van deze samenwerking publiceerde Fugitive Cinema Distributie verder vier catalogi, in 1975, 1978, 1982 en 1986. Door de jaren heen werden de catalogi steeds meer uitgebreid en meer internationaal. Ook werd het aantal Fugitive Cinema producties dat in de catalogi voorkwam steeds kleiner ten opzichte van films die elders werden geproduceerd.
Fugitive Cinema wou met haar eigen distributieafdeling alternatieve films een betere plek geven binnen het Belgische filmlandschap. Een aantal jaar na de opstart ging Fugitive Cinema Distributie samenwerkingen aan met andere binnenlandse en buitenlandse distributeurs. De voornaamste redenen om zulke collaboraties aan te gaan was om een groter bereik te creëren en financiële kosten te kunnen verdelen. Fugitive Cinema werkte samen met Vlaamse distributeurs, maar ook met distributeurs uit Franstalig België waarbij Fugitive Cinema Franstalige films overnam om te verdelen in Vlaanderen en vice versa. Fugitive Cinema heeft onder andere samengewerkt met Progrès Films, Cinema Parallèle, Bevrijdingsfilms en Cinélibre. Begin jaren ‘70 deelden een aantal Belgische alternatieve distributiebedrijven, waaronder Fugitive Cinema, ideeën om samen te werken onder de naam ‘Unité de Distribution’ oftewel ‘Het Vrije Circuit’. Deze samenwerking verliep niet van een leien dakje omwille van politieke en filmische geschillen. Fugitive Cinema besloot de groep te verlaten in 1975.
Fugitive Cinema Distributie koos om vooral vormelijk experimentele en politiek geëngageerde films te promoten. Vaak waren dat films die niet erg populair waren bij een groot publiek waardoor ze goedkoop aangekocht konden worden. Tegen de jaren tachtig ging Fugitive Cinema Distributie ook meer populaire titels toevoegen aan hun catalogi. Dit zou te maken hebben met hun samenwerking met Cinélibre, die rond de jaren tachtig een meer commerciële wending nam.
Fugitive Cinema had in Antwerpen een aantal vaste afnemers, zoals De Andere Film die in de King Kong vertoonde. Verder waren de voornaamste afnemers van Fugitive Cinema Distributie scholen, cinéclubs, culturele centra, jeugdclubs en andere verenigingen.

## Fugitive in Exile (vanaf 2005)
In 2005 werd de vzw “Fugitive in Exile” opgericht. De organisatie staat vooral in voor de productie van films. De stichtende leden waren:
- Robbe De Hert,
- Jo Vermeulen
- Wim De Poorter
- Ida Dequeeker
- Fernand Van der Auwera
- Patrick Le Bon
- Karel Deburchgrave
- Gilles Knevels
- Eddy Boutmans
- Hubert Podevijn
- Jim Van Leemput
- Luc Pien
- Leona Detiège

## Fugitive Cinema Holland
In december 1971 richtte Willem Thijssen de Nederlandse tak van Fugitive Cinema op, namelijk de distributiemaatschappij “Fugitive Cinema Holland”. Hun logo was een gouden engel met een filmstrook eromheen.
Fugitive Cinema Holland distribueerde films van Fugitive Cinema uit België, experimentele films uit Nederland, Engeland en de USA, korte Nederlandse speelfilms en animatiefilms. Hiernaast begon het collectief ook films te produceren.
In juni 1975 werd de “Stichting Fugitive Film Productions” opgericht dat vervolgens exclusief voor de productie instond.
In 1984 werd Fugitive Cinema Holland uiteindelijk opgenomen in het Nederlands Film Instituut.

## Spot(1967-1968)
In de periode 1967-68 werden er vier nummer van het tijdschrift Spot gepubliceerd. Spot was een Vlaams filmtijdschrift gemaakt door o.a. enkele leden van Fugitive Cinema (Robbe De Hert, Jos De Hert, Patrick Le Bon, Guido Henderickx en Louis Celis). Patrick Le Bon was de hoofdredacteur. Het tijdschrift Spot kan gezien worden als de stem van Fugitive Cinema. Het voornaamste doel was om de filmwereld van de Lage Landen te belichten.

## Filmografie (producties)
- Twee keer Twee ogen (1962/1963, Robbe De Hert)
- An old story (1964, Robbe De Hert)
- 19 december (1966, Louis Celis)
- Creado (1965/1966, Louis Celis)
- Insane of eerlijkheid duurt het langst (1966, Robbe de Hert)
- A funny thing happened on my way to Golgotha (1967, Robbe De Hert & Jos De Hert)
- S.O.S. Fonske (1968, Robbe de Hert)
- Na de slotfase (1968, Patrick Le Bon)
- Little Red Riding hood and the Time-Bomb (1968, Guido Henderickx)
- De bom (1969, Robbe de Hert)
- The Great temptation of a pink elephant (1969, Grapjos & Robbe De Hert)
- 1971, of zelfs al houdt Mosje Dajan zijne kak in en komt er geen oorlog voor 1971, dan nog zal de Belgische film, gezien de huidige situaties, (om het kort te zeggen) er als volgt uitzien...’ (1969, Grapjos & Robbe De Hert)
- De vrienden (1969, Louis Celis)
- Het laatste oordeel (1971/1972, Guido Henderickx)
- Brood en spelen (1971, Patrick Le Bon)
- Dag ma, dag pa (1971, Guido Henderickx)
- Dood van een Sandwichman (1971/1972, Robbe De Hert)
- Camera Sutra (1972/1973/1974, Robbe De Hert)
- De sterke verhalen van Bompa (1972, Guido Henderickx)
- Paul de Vree and his desperate killers (1972/1973, Louis Celis)
- Le Sexe enragé (1970/1972), co-productie met Roland Lethem)
- Fanfare (1972/1974, Guido Henderickx)
- Wereldkampioenschap Barkrukzitten (1974, Jean Christiaens)
- Veel volk, weinig mensen (1974, Guido henderickx)
- Metro-Gold-Mine (1975, Louis de Peuter & Marcel van Warebeke)
- De revue der veranderingen (1975, Robbe De Hert)
- In de clowns: i colombioni (1975, Robbe De Hert)
- De leeuw van Vlaanderen (1976, Guido Henderickx & Jan Delbroek)
- Gejaagd door de winst (1977, Guido Henderickx)
- FFF (fortissimo possible of F for free) (1979/1981, Luc Pien)
- Le filet américain (1980, Robbe De Hert)
- The Salt Canyon Massacre (1982, Stef Viane, Jan Van Buyten en Arlette Stubbe, idee van Grapjos, geschreven en supervisie door Robbe De Hert)
- De Droomproducenten (1984, Robbe De Hert, Willem Thijssen, Chris Verbiest)
- Henri Storck, ooggetuige. (1987, Robbe De Hert)
- Janssen en janssen draaien een film (1990, Luc Pien & Robbe De Hert)
- Elixir D’Anvers (1997, Boris Paval Conen, Robbe De Hert, Nathalie Deklerck)[1][8]